# Медейрос, Элли
Элли Медейрос (исп. Elli Medeiros; род. 18 января 1956, Монтевидео, Уругвай) — французская и уругвайская певица и актриса.

## Биография
Элли Медейрос родилась 18 января 1956 года в Монтевидео. Её мать Мирта Медейрос была актрисой, в связи с чем она с раннего возраста брала маленькую дочь на уроки театра в национальную школу Уругвая. Мирта закончила учебу, её карьера быстро пошла в гору, и Элли регулярно брали на детские роли в пьесах и телефильмах. Свою первую роль она сыграла в возрасте 4 лет, сыграв сына Мадам Баттерфляй в Опере Монтевидео.
Когда ей было пять лет её отец покинул Уругвай. В возрасте девяти лет она со своей матерью переехала из Уругвая в Аргентину. Когда Элли было четырнадцать лет, они переехали во Францию. В Париже Элли поступила в Школу прикладного искусства, которую бросила после одного семестра. Весной 1976 года она стала вокалисткой группы «Stinky Toys», которую часто называют «первой французской панк-группой». В группе также играли её парень Жакно и лучшие друзья из Лицея Виктора Гюго и Лицея Карла Великого. Молодая группа летом 1976 года дала несколько концертов в Париже, после чего ими заинтересовался Малкольм Макларен, так как Элли пела на английском языке. Их приглашали на лондонские фестивали с The Clash и Sex Pistols, а осенью 1976 года они появились на обложке Melody Maker . Группа, воспевавшая анархию, вечеринки и излишества, вызвала настоящее увлечение в модных кругах, и в частности у Алена Пакади, известного обозревателя андерграунда ежедневной газеты Liberation .
После двух альбомов группа распалась, но Элли продолжала петь с Жакно. Музыканты образовали техно-поп-дуэт «Elli and Jacno», который оказал сильное влияние на звучание 1980-х. Большой успех получила песня «Main dans la main». Вскоре Жакно, благодаря своему успеху с Rectangle, стал продюсером Lio, чей кавер Stinky Toys, Lonely Lovers, был продан миллионным тиражом, а также Этьена Дао, Даниэля Дарка, Mathématiques Modernes, Жака Хигелена и т. д. После нескольких альбомов Rectangle, Tout va saut, Boomerang и Les Nuits de la plein lune, саундтрека к фильму Эрика Ромера, дуэт распался, и в 1985 году Элли Медейрос начала сольную карьеру.
Синглы Toi mon toit и A bailar Calypso стали французскими хитами 1986 и 1987 годов, которые открыли перед ней большие возможности. Например, в течение недели Элли выступала на разогреве шоу Этьена Дао в Олимпии. Таким образом, она стала одним из французских секс-символов 1980-х годов и снялась для обложки Playboy. Она также опубликовала в прессе комиксы («Энни любит леденцы», «Фасад» и др.), в которых признается в своей страсти к вегетарианству .
Элли Медейрос создаёт одежду и аксессуары, в том числе при содействии своего друга-стилиста Жана-Шарля де Кастельбажака . Его комиксы, рисунки и статьи собраны в книге Images et parole, изданной Futuropolis . Наряду с музыкой Элли брала уроки актерского мастерства и снималась в фильмах Филиппа Гарреля, Тони Маршалла, Оливье Ассайаса, Марион Лейн, Бриджит Коскас, Стефана Джусти и Кристофа Родригеса.
В 1990-х годах она стала больше времени посвящать своим четверым детям, а также принимала участие в таких проектах, как Jazz à Saint-Germain и песне Tout baigne!
В начале 2000-х Элли Медейрос четыре года проживала с режиссером Брайаном Де Пальмой, с которым познакомилась на кинофестивале Cognac Crime Film Festival в апреле 2000 года. Именно она создала украшение, которое можно увидеть фильме «Роковая женщина». Эта драгоценность украдена в сцене из фильма, идея которой пришла в голову режиссеру, когда он собирался представить вместе с Элли Медейрос свой фильм «Миссия на Марс» на Каннском кинофестивале 2000 года. В тот момент она была одета в дорогие драгоценности и находилась под защитой телохранителей.
В 2006 году она выпустила альбом EM, который продюсировала с Этьеном Дао, и вернулась в кино вместе с Катрин Денев в фильме Гаэля Мореля Après lui .
В 2007 году альбом ЕМ был выпущен в Аргентине и Уругвае. В конце того же года она вернулась в Буэнос-Айрес на несколько месяцев для съемок «Леонеры» Пабло Траперо. За роль в этом фильме она получила несколько наград в Аргентине.
В 2014 году Элли гастролировала с Евой Ионеско в Rosa Mystica.
У Элли Медейрос четверо детей: Калипсо Медейрос (известная как Калипсо Валуа, дочь Жакно, актриса и певица), Сезар Медейрос Матта, Пумита Пас Матта, Райли Медейрос, она же Райли «Китти» Фрост.

### Политическая позиция
В сентябре 2018 года она написала колонку в The Guardian в поддержку призыва палестинских артистов бойкотировать конкурс песни «Евровидение-2019», который пройдет в Израиле.
В 2019 году она подписала в Mediapart призыв к бойкоту Евровидения в Тель-Авиве.
В мае 2019 года она подписала письмо в поддержку движения «желтых жилетов» .

## Дискография

### Студийные альбомы и сборники
- 1977: grey album (Polydor) Stinky Toys
- 1979: yellow album (Vogue) Stinky Toys
- 1980: Tout va sauter (Vogue) Elli & Jacno
- 1981: Inedits 77-81 (Celluloid/EJC/Vogue) Elli & Jacno
- 1982: Boomerang (Celluloid/EJC/ Vogue) Elli & jacno
- 1984: Les Nuits de la pleine lune Bof 'Les nuits de la pleine lune d'Éric Rohmer (EJC/CBS) Elli & Jacno
- 1986: Bom Bom (Barclay)
- 1989: Elli (Barclay)
- 1994" Les Symphonies de poche compilation de Elli & Jacno (Virgin)
- 1998: Best of Elli (Barclay)
- 2006: EM (V2)

### Синглы
- - 1977 Boozy creed (Polydor) avec Stinky Toys
  - 1978 Plastic faces (promo) (Polydor) avec Stinky Toys
  - 1980 Birthday party (promo) (Vogue) avec Stinky Toys
  - 1980 Main dans la main (Vogue) avec Elli & Jacno
  - 1981 Oh la la (Celluloid/ EJC/ Vogue) avec Elli & Jacno
  - 1983 Le téléphone (EJC/CBS) avec Elli & Jacno
  - 1983 Je t’aime tant (EJC/CBS) avec Elli & Jacno
  - 1984 Les Nuits de la pleine lune (promo) (EJC/CBS) avec Elli & Jacno
  - 1984 Chica chica bongo (EJC/CBS) avec Elli & Jacno
  - 1986 Toi mon toit (Barclay)
  - 1987 A bailar Calypso (Barclay)
  - 1987 La Chanson du poisson (Barclay Canada)
  - 1987 Bom Bom (Barclay)
  - 1989 Vanille (promo) (Barclay)
  - 1989 The wheel of time (Barclay)
  - 2006 Soulève-moi (V2)

### Участие
- - 1978 : Plastic Faces Live dans Le Rock d’ici à l’Olympia avec Stinky Toys (Emi)
  - 1979 : Anne cherchait l’amour dans Rectangle de Jacno (Dorian/Celluloid)
  - 1985 : I Walk dans Home Boy de Don Cherry (Barclay)
  - 1986 : Pop égérie O. dans Pop Satori[фр.] d'Étienne Daho (Virgin)
  - 1986 : paroles de la chanson Oh La La interprétée par Pauline Lafont
  - 1996 : Me manquer dans Éden d'Étienne Daho (Virgin)
  - 1997 : Sophisticated Lady dans Jazz à Saint Germain (Virgin) (avec Deborah Harry, Brigitte Fontaine, Catherine Ringer[фр.], etc.)
  - 1998 : Beauty and pride dans Dans la peau de Daho de Étienne Daho (Virgin)
  - 1999 : Holidays sur l’album Hommage à / to Polnareff
  - 1999: Tout baigne! (Dans notre amour) single en duo avec Czerzinsky
  - 2002 : J’ai fantaisie de Boby Lapointe sur l’album Boby Tutti-Frutti — L’hommage délicieux à Boby Lapointe de Lilicub.
  - 2008 : Comme d’habitude sur l’album Claude François, Autrement dit
  - 2008 : Jungle Pulse et Les Bords de Seine (avec Benjamin Biolay), dans Tombés pour Daho, album hommage à Étienne Daho[фр.]

## Фильмография
- - 1977 : Accélération Punk de Robert Glassmann avec Stinky Toys, The Sex Pistols, The Police, The Damned etc. (Videostone)
  - 1979 : Copyright (court métrage) d'Olivier Assayas: Anne
  - 1979 : Simone Barbès ou la vertu de Marie-Claude Treilhou[фр.]
  - 1980 : Rectangle — Deux chansons de Jacno (court métrage) d'Olivier Assayas : Elli
  - 1982 : Tokyo no yami (Laissé inachevé à Tokyo) (court métrage) d'Olivier Assayas
  - 1982 : L’Enfant secret de Philippe Garrel: La pute
  - 1984 : Les Nuits de la pleine lune de Éric Rohmer: une danseuse
  - 1986 : Désordre d'Olivier Assayas
  - 1991 : Petits travaux tranquilles, de Stéphanie de Mareuil[фр.]: Paule
  - 1991 : Paris s'éveille d'Olivier Assayas
  - 1997 : Tempête dans un verre d’eau
  - 1998 : Il suffirait d’un pont (court métrage) de Solveig Dommartin
  - 1998 : Конец августа, начало сентября d’Olivier Assayas: elle-même chantant Altar
  - 1999 : Derrière la porte de Marion Laine[фр.] — court métrage
  - 1999 : Pourquoi pas moi? de Stéphane Giusti[фр.] : Malou
  - 1999 : Vénus beauté (institut) de Tonie Marshall : Mile Evelyne
  - 2000 : Mamirolle de Brigitte Coscas[фр.] : Irène
  - 2000 : Paris, mon petit corps est bien las de ce grand monde de Franssou Prenant : La femme
  - 2000 : Jet Set de Fabien Onteniente[фр.] : Danièle Joubert
  - 2002 : Lulu de Jean-Henri Roger[фр.] : Lulu
  - 2002 : House Hunting (court métrage) de Christophe Rodriguez[фр.] : La femme
  - 2003 : Rosa la nuit (court métrage) de Rosa Cornut
  - 2005 : Panorama de Marinca Villanova : La mère — court métrage
  - 2007 : Après lui de Gaël Morel : Pauline
  - 2008 : Leonera de Pablo Trapero : Sofia, la mère
  - 2008 : Made in Italy de Stéphane Giusti[фр.] : Bijou
  - 2009 : Moloch Tropical (téléfilm) de Raoul Peck : la chanteuse
  - 2009 : First Impressions de Nigel Bennett : Marisa
  - 2011 : The Island de Kamen Kalev[фр.] : Jeanette
  - 2011 : Rêve bébé rêve de Christophe Nanga-Oly : la mère de Yan
  - 2011 : Hard (série télévisée) de Cathy Verney[фр.] : Eve
  - 2014 : La Vie pure de Jeremy Banster[фр.]
  - 2014 : Rosa mystica d'Eva Ionesco
  - 2014 : Brisas Heladas de Gustavo Postiglione[фр.]
  - 2018 : Amanda de Michaël Hers[фр.] : Eve
  - 2019 : Le Choc du futur de Marc Collin[фр.] : Tatiana
  - 2020 : Azor d'Andreas Fontana[фр.] : Magdalena Padel Camon

## Публикации
- Образы и слова, издания Futuropolis, 1980 г.ISBN 2-7376-5320-7